# Eumenes rubroniger
Eumenes rubroniger är en stekelart som först beskrevs av Giordani Soika.  Eumenes rubroniger ingår i släktet krukmakargetingar, och familjen Eumenidae. Utöver nominatformen finns också underarten E. r. pseudoconicus.